# Deutsche Fußballnationalmannschaft (U-15-Junioren)
Die deutsche U-15-Fußballnationalmannschaft ist eine Nationalmannschaft des DFB; ihr gehören die Spieler des älteren Jahrgangs der C-Jugend an.
Da es für diese Altersklasse keine Wettbewerbe der UEFA und FIFA gibt, bestreitet das Team nur Freundschaftsspiele. Der Schwerpunkt liegt daher auf der Sichtung von Nachwuchstalenten.

## Trainer-Rotation
Seit Juli 2017 wechselt der Cheftrainer jährlich zum 1. Juli auf die Trainerposition der U-16-Junioren und der vorherige Cheftrainer der U-17-Junioren wird zum neuen Cheftrainer der U-15-Fußballnationalmannschaft. Hierdurch wird erreicht, dass die Spieler eines Jahrgangs von der U-15-Altersklasse bis zur U-17-Altersklasse durchgängig vom selben Cheftrainer betreut werden. Seit Einführung dieser Trainer-Rotation waren folgende Cheftrainer für die U-15-Junioren tätig: Christian Wück (2017/18, 2020/21, 2023/24), Michael Prus (2018/19, 2021/22) und Marc-Patrick Meister (2019/20, 2022/23).

## Bilanz
Bis zum Jahr 2001 hatte die U15 in 276 Spielen 136 Siege gefeiert. Hinzu kommen 57 Unentschieden und 83 Niederlagen. Die meisten Spiele wurden gegen England (71), Frankreich (60) und die Niederlande (27) absolviert.
Mit dem Freundschaftsspiel am 20. April 2007 im Stuttgarter Stadtteil Degerloch gelegenen Gazi-Stadion auf der Waldau gegen die Auswahl der Schweiz, das mit 4:1 gewonnen wurde, begann nach sechsjähriger Unterbrechung der erneute Start von Länderspielen von Spielern der Altersklasse U15. Seit 2007 wurden 43 Länderspiele bestritten, von denen 28 gewonnen und elf verloren wurden; vier endeten unentschieden. Das Torverhältnis lautet: 97:53, der höchste Sieg wurde am 14. Juni 2012 mit 7:1 gegen die Auswahl Zyperns erzielt.
Seit der Saison 2014/15 spielen die U-15-Junioren jedes Jahr nur noch zwei Testspiele. Beide Testspiele finden jeweils Anfang Mai gegen die Auswahl der Niederlande statt. Mit den Niederländern wurden in 20 Vergleichen (10 S 1 U 9 N) folglich die meisten Länderspiele bestritten, wobei zwei weitere (am 7. und 9. Mai 2020) aufgrund der COVID-19-Pandemie abgesagt werden mussten.

## Aktuelles

### Spiele
- Spiele und Termine auf dfb.de (zuletzt abgerufen am 27. Juni 2025)

### Kader
- Aktueller Kader auf dfb.de (zuletzt abgerufen am 27. Juni 2025)